# Sidi Kacem
Sidi Kacem (em árabe: سيدي قاسم; romaniz.: Sīdī Qāssim), chamada Petitjean durante o período colonial francês, é uma cidade do noroeste de Marrocos, capital da província homónima, que faz parte da região de Rabat-Salé-Kénitra. Em 2004 tinha 74 036 habitantes e estimava-se que em 2012 tivesse 78 709 habitantes.
Situada nos eixos Mequinez-Tânger e Fez-Rabate, de que dista, respetivamente, 45, 210, 85 e 120 quilómetros, Sidi Kacem encontra-se no local onde o rio Rdom deixa o planalto de Mequinez e entra na planície fértil do Garbe (gharb significa oeste em árabe, ou seja, a oeste de Fez, a antiga capital do reino). A cidade é um centro de coleta de cereais produzidos nas colinas situadas a leste e a norte. Os grossistas de trigo são chamados localmente "cerealistas". A cidade é também um centro comércio importante para a zona sudeste da rica planície do Garbe, que produz citrinos, azeite, algodão, beterraba e arroz. Há dois socos (mercados) semanais importantes, um às quintas-feiras, realizado no centro urbano, frequentado pelos camponeses da região, e outro aos domingos, mais recente, realizado a norte da cidade, que é frequentado principalmente por habitantes da cidade.

## Zauia de Sidi Kacem
O nome dado à cidade depois da independência deve-se a este monumento religioso, o mausoléu dum sábio e santo muçulmano, que também é sede (zauia) duma confraria religiosa que se acolhe os peregrinos do santo. A zauia encontra-se na zona mais alta, que se ergue acima da margem esquerda do rio Rdom. O marabuto Sidi Qāsim bou 'Asriya, também chamado Sidi Qāsim Moulāl-Héri atrai peregrinos desde há quatro séculos e é o centro religioso da tribo guich dos Chérardas, originários do Iémen e que se instalaram em Marrocos durante a dinastia saadiana (séculos XVI e XVII). À volta da zauia, em ambas as margens do rio, há bairros habitados por operários agrícolas que trabalham nas grandes explorações agrícolas da planície.

## História
A existência da zauia deve ter contribuído para o sucesso do soco das quintas-feiras (souk al-Khmis) que se realizava na planície. Perto do local do soco foi criada em 1912 uma aldeia de colonos franceses e espanhóis, muitos deles vindos da Argélia. A intenção principal destes colonos era a exploração das ricas terras agrícolas, que nesse tempo eram terrenos pantanosos e insalubres usadas para criação de gado. A nova povoação foi dotada duma igreja e dum cemitério. Os 169 corpos sepultados neste cemitério foram transladados para o cemitério europeu de Quenitra em novembro de 1994.
À povoação foi dado o nome dum capitão do exército francês que se notabilizou na região (perto de Quenitra) durante a chamada "pacificação", Petitjean. O nome foi escolhido pelo coronel Henri Gouraud. A comuna de Petitjean foi criada como centro colonial agrícola e centro comercial e industrial.
Em 1919 foi descoberto petróleo perto dali, em Tselfat, o que contribuiu para que cerca de 1920 começasse a ser construída uma estação ferroviária para a nova linha ferroviária de para substituir a de existente, de via estreita, que passava em Dar Blhamri, perto de Sidi Slimane. A nova linha ligou Petitjean a Fez a partir de 1923 e a Tânger a partir de 1927. Na estação de Petitjean encontravam-se três linhas, uma para Tânger, outra para Mequinez, Fez e Ujda, e outra para Quenitra, Rabate, Casablanca e Marraquexe.
Junto à estação foi construída uma refinaria de petróleo, que contribuiu ainda mais para o desenvolvimento da cidade, criando centenas de postos de trabalho. No período colonial, só existia outra refinaria em Marrocos para além da de Sidi Kacem: a de Mohammedia, a norte de Casablanca. A refinaria de Sidi Kacem já se encontra encerrada.
Outras unidades industriais instaladas em Sidi Kacem são, por exemplo, uma fábrica de reparação de garrafas da Afriquia Gaz, a líder marroquina em distribuição de gás liquefeito e em combustíveis, e uma fábrica de tijolos, um centre de armazenamento de combustíveis. Mais recentemente, foi construída uma zona industrial moderna, perto do local do soco de domingo.